# Ratkovac (Prnjavor)
Pour les articles homonymes, voir Ratkovac.
Ratkovac (en serbe cyrillique : Ратковац) est un village de Bosnie-Herzégovine. Il est situé dans la municipalité de Prnjavor et dans la république serbe de Bosnie. Selon les premiers résultats du recensement bosnien de 2013, il compte 633 habitants.

## Démographie

### Évolution historique de la population dans la localité
| 1948 | 1953 | 1961 | 1971 | 1981 | 1991 | 2013 |
| ---- | ---- | ---- | ---- | ---- | ---- | ---- |
| -    | -    | 229  | 224  | 342  | 349  | 633  |

|  |